# مذبحة تانجونج بريوك
مذبحة تانجونج بريوك هي مذبحة حدثت في ميناء تانجونج بريوك شمال جاكرتا بإندونيسيا في 12 سبتمبر 1984م، تشير التقارير الحكومية إلى أن عدد الضحايا 24 قتيلاً و 54 جريحًا، بينما أبلغ الناجون عن مقتل أكثر من 100 شخص.

## خلفية
وصل هيرمانو ضابط الصف الاستشاري المجتمعي إلى مسجد السعادة في تانجونج بريوك شمال العاصمة جاكرتا، وأخبر القائم بأعمال المسجد أمير بيكي بإزالة الكتيبات ولافتات تنتقد الحكومة، رفض بيكي أزالتهم، ورد هيرمانو أنه دخل منطقة الصلاة بالمسجد دون خلع حذائه (انتهاك خطير لآداب المسجد) وقام بإزالتهم، قام السكان المحليون بقيادة القائمين على المسجد سياريف الدين رامبي وصفوان سليمان رداً على ذلك بإحراق دراجته النارية وهاجموا هيرمانو بينما كان يتحدث مع ضابط آخر، ثم قام الاثنان باعتقال رامبي وسليمان، وكذلك مساعد آخر، أحمد صحيح، ورجل عاطل عن العمل اسمه محمد نور.

## الحادث
بعد يومين من الاعتقال، ألقى رجل الدين الإسلامي عبد القدير الجيلاني خطبة ضد بانكاسيلا (النظرية الفلسفية التأسيسية الرسمية لإندونيسيا) في مسجد السعادة بعد ذلك، قاد بيكي احتجاجًا إلى مكتب قيادة منطقة شمال جاكرتا العسكرية، حيث كان السجناء الأربعة محتجزين، على طول الطريق تضخم عدد المجموعة حيث تراوحت التقديرات بين 1500 وعدة آلاف، وخلال الرحلة أيضًا قتل المتظاهرون تسعة أفراد من أسرة إندونيسية صينية مسلمة يرأسها تان كيو ليم، تم حرق متجر العائلة وهو صيدلية بالكامل.
وبمجرد وصولهم إلى القيادة العسكرية، طالبت المجموعة بالإفراج عن السجناء دون جدوى حوالي الساعة 11 مساءً حاصر المتظاهرون القيادة العسكرية، أطلق أفراد عسكريون من كتيبة المدفعية السادسة للدفاع الجوي النار على المتظاهرين، حوالي منتصف الليل رأى شهود عيان قائد القيادة العسكرية الإقليمية في جاكرتا تري سوتريسنو وقائد القوات المسلحة بيني مورداني يشرفان على نقل الضحايا؛ وتم تحميل الجثث في شاحنات عسكرية ودفنها في قبور لا تحمل أية شواهد فيما تم نقل الجرحى إلى مستشفى جاتوت سوبروتو العسكري.

## رواية الجيش
أفاد الجيش أن أعمال الشغب اندلعت على يد رجل يرتدي زيا عسكريا مزيفا وقام بتوزيع منشورات مناهضة للحكومة مع 12 شريكا آخر، وأفادت باحتجاز الرجل، تم القبض على الجنرال هارتونو ريكسو دارسونو بزعم التحريض على أعمال الشغب، بعد محاكمة استمرت أربعة أشهر، أطلق سراحه في نهاية المطاف في سبتمبر 1990 ، بعد أن أمضى خمس سنوات في السجن.

## الضحايا
أشارت التقارير الأولية إلى أن عدد الضحايا 20 قتيلا، وتشير السجلات الرسمية الحالية إلى ما مجموعه 24 قتيلاً و 54 جريحًا (بما في ذلك الجيش)، بينما أفاد الناجون بمقتل أكثر من مائة شخص، ويقدر سكان تانجونج بريوك أن إجمالي الضحايا 400 قتيل أو مفقود، بينما تشير تقارير أخرى إلى ما يصل إلى 700 ضحية.

## التحقيق
مع تدفق حركات حقوق الإنسان بعد سقوط الرئيس الإندونيسي سوهارتو في عام 1998م، شكلت منظمة Komnas HAM لجنة تحقيق وفحص في انتهاكات حقوق الإنسان في تانجونج بريوك، تألفت بشكل أساسي من شخصيات سياسية من النظام السابق، بما في ذلك المدعي العام السابق دجوكو سوجيانتو، التقرير الناتج، الذي صدر في أوائل يونيو 2000 ، وجد أنه لم تكن هناك مذبحة منهجية في الحادث، لم يلق هذا التقرير ترحيبا من قبل عامة الناس. في 23 يونيو 2000 ، هاجم ما يقرب من 300 من أعضاء جبهة المدافعين الإسلاميين مقر كومناس هام وهم يرتدون ملابس إسلامية بيضاء وأوشحة خضراء، حطموا النوافذ بالحجارة وعصي القش وفاق عددهم عدد قوات الأمن، كانت الجبهة الشعبية الإيفوارية منزعجة من تقرير اللجنة حول المذبحة، والتواطؤ الملحوظ مع الجيش بحجة أنها تجاهلت أفعال الجيش، وأصرت على إلغاء اللجنة. في غضون ذلك كتب وزير القانون وحقوق الإنسان ماهيندرا أن التقرير قد طبق على ما يبدو بمعايير مزدوجة عند التحقيق في هذه القضية. وقال إنهم بدوا مترددين في التحقيق في حادثة تانجونج بريوك أكثر من ترددهم في التحقيق في أزمة تيمور الشرقية عام 1999، وصف زعيم حزب نجمة الهلال أحمد سومارجونو الحكم بأنه خيبة أمل للمسلمين في كل مكان.
في أكتوبر 2000 ، أصدرت منظمة Komnas HAM تقريرًا آخر يشير إلى أنه يجب التحقيق مع 23 شخصًا، ودعت إلى إنشاء محكمة خاصة للنظر في الأمر بشكل أكبر، مع دعوة الرئيس عبد الرحمن وحيد لمزيد من التحقيق والمحكمة الوشيكة، عقد العديد من المسؤولين العسكريين عقود عفو (الإصلاح) مع أسر الضحايا؛ على الرغم من أن الإصلاح لم يتضمن اعترافات بالذنب، إلا أنه نص على حصول الضحايا على مبلغ مقطوع من الروبية. 1.5-2 مليون (200-250 دولار أمريكي)، غطت الإصلاح الأولى 86 عائلة، بحلول 1 مارس 2001 تم إجراء عدد من الإصلاحات، نتيجة للإصلاحات اقترح العديد من الضحايا أو عائلاتهم على النائب العام إسقاط التهم، ومع ذلك استمر التحقيق واختتم في يوليو 2003.
تحت ضغط دولي، وافق مجلس النواب الديمقراطي في عام 2003 على استخدام قانون حقوق الإنسان لعام 2000 لمحاكمة مرتكبي المذبحة بتهمة ارتكاب جرائم ضد الإنسانية.  بدأت المحاكمة في سبتمبر من ذلك العام.  من بين أولئك الذين قدموا للمحاكمة العقيد سوتريسنو ماكونغ، قائد الفصيلة الثانية من كتيبة مدفعية الدفاع الجوي في ذلك الوقت، و 13 مرؤوسًا من كبار المسؤولين في ذلك الوقت بما في ذلك تري سوتريسنو وبيني موردان، تم إعفاؤهم من الملاحقة القضائية، وكذلك الرئيس السابق سوهارتو ووزير العدل السابق إسماعيل صالح. وقاد الادعاء ويدودو سوبريادي، وعمل نائب رئيس مجلس النواب الشعبي كشاهد في النيابة.  تمت إدانة العديد من الضباط الذين حوكموا، بينما تمت تبرئة سريانتو وبرانوو، في عام 2004 ، طعن مكتب المدعي العام في الحكم ببراءة سريانتو وبرانوو دون جدوى، ألغت المحكمة العليا لإندونيسيا الإدانات فيما بعد.
وانتقدت المحاكمة من قبل جماعات حقوقية ونشطاء. جادل المؤلف الألماني فابيان يونج بأن «المدعين العامين تجاهلوا عمدا الأدلة الجوهرية بينما كانت أساليب التخويف والرشوة منتشرة خارج المحكمة»، مع اقتراب الذكرى السنوية الخامسة والعشرين للمذبحة، أرسل الضحايا، بمساعدة الفريق العامل المعني بحقوق الإنسان ولجنة الأشخاص المفقودين وضحايا العنف، رسالة إلى المقررة الخاصة للأمم المتحدة المعنية باستقلال القضاة والمحامين، غابرييلا كارينا كنول. دي ألبوكيرك إي سيلفا، ناشدًا إياها التدخل في القضية، كما طالب الناجون بتعويض قدره 1.015 مليار روبية (130 ألف دولار أمريكي) من الحكومة عن «الألم والخسارة» على الرغم من أن الضحايا وممثليهم طلبوا من الرئيس سوسيلو بامبانج يودويونو إجراء مزيد من التحقيق في القضية، اعتبارًا من عام 2011 لم يتم إغلاق القضية.